# Cupa Mondială GF 2006
Cupa Mondială GF 2006 a fost a doua ediție a turneului amical Cupa Mondială GF organizat de Federația Daneză de Handbal. La ediția din 2006, care s-a desfășurat în sala NRGi Park & Arena din Århus, Danemarca, între 14-19 noiembrie, au participat opt echipe naționale de handbal feminin. A fost un turneu pe bază de invitații, fără vreo afiliere la Federația Internațională de Handbal, dar cinci din primele opt cele mai valoroase echipe din lume au participat la această competiție, incluzând reprezentativele permanente ale Suediei și Danemarcei. Câștigătoarea ediției precedente, Norvegia, nu a participat. 
Cupa Mondială este considerată una din cele mai prestigioase întreceri de handbal  feminin non-IHF, iar majoritatea meciurilor au fost transmise în direct pe canalul Eurosport. 
Rusia, campioana mondială en-titre, a câștigat turneul după o victorie de ultim moment împotriva României, reeditând finala Campionatului Mondial din 2005.
Pe locul al treilea s-a clasat Danemarca, după ce a învins Suedia în finala pentru locurile 3-4.

## Rezultate
În ambele grupe, semifinalistele au fost stabilite înainte de ultimele meciuri.

### Grupa A
Desfășurarea partidelor și rezultatele:
| Echipa    | M | V | E | Î | GM | GP | G   | Pct |
| --------- | - | - | - | - | -- | -- | --- | --- |
| România   | 3 | 3 | 0 | 0 | 86 | 77 | +9  | 6   |
| Danemarca | 3 | 2 | 0 | 1 | 85 | 72 | +13 | 4   |
| Suedia    | 3 | 1 | 0 | 2 | 71 | 84 | −13 | 2   |
| Polonia   | 3 | 0 | 0 | 3 | 76 | 85 | −9  | 0   |

14 noiembrie 2006
| România   | 33–27 | Polonia |
| Danemarca | 33–27 | Suedia  |

15 noiembrie 2006
| România   | 28–20 | Suedia  |
| Danemarca | 28–26 | Polonia |

16 noiembrie 2006
| Polonia   | 23–24 | Suedia  |
| Danemarca | 24–25 | România |

### Grupa B
Desfășurarea partidelor și rezultatele:
| Echipa        | M | V | E | Î | GM  | GP  | G   | Pct |
| ------------- | - | - | - | - | --- | --- | --- | --- |
| Rusia         | 3 | 3 | 0 | 0 | 112 | 93  | +19 | 6   |
| Ucraina       | 3 | 2 | 0 | 1 | 91  | 88  | +3  | 4   |
| Țările de Jos | 3 | 1 | 0 | 2 | 87  | 91  | −4  | 2   |
| Brazilia      | 3 | 0 | 0 | 3 | 90  | 108 | −18 | 0   |

14 noiembrie 2006
| Ucraina | 25–24 | Țările de Jos |
| Rusia   | 38–34 | Brazilia      |

15 noiembrie 2006
| Rusia   | 41–32 | Țările de Jos |
| Ucraina | 39–31 | Brazilia      |

16 noiembrie 2006
| Rusia         | 33–27 | Ucraina  |
| Țările de Jos | 31–25 | Brazilia |

### Fazele eliminatorii
Desfășurarea partidelor și rezultatele:

#### Semifinalele
18 noiembrie 2006
| România | 27–25 | Ucraina   |
| Rusia   | 32–28 | Danemarca |

#### Locurile 3-4
19 noiembrie 2006
| Ucraina | 20–24 | Danemarca |

#### Finala
19 noiembrie 2006
| România | 28–29 | Rusia |

## Clasamentul final
|     | Rusia                                       |
|     | România                                     |
|     | Danemarca                                   |
| 4   | Ucraina                                     |
| 5-8 | Suedia · Polonia · Țările de Jos · Brazilia |